# Aprim Athniel
Aprim Athniel (syrisch ܡܪܝ ܐܦܪܝܡ ܢܬܢܝܐܝܠ) oder Afram Athneil (arabisch أفرام أثنيل Afram Asnil, DMG ʿAfrām ʿAsnīl; * 8. Dezember 1963 in al-Hasaka) ist ein syrischer Priester der Assyrischen Kirche des Ostens und seit 3. Oktober 1999 Bischof des Bistums Syrien in der Kathedrale Unserer Lieben Frau zu al-Hasaka.

## Leben
Aprim Athniel wurde am 8. Dezember 1963 im syrischen al-Hasaka geboren. Am 18. Oktober 1992 wurde er Diakon, und am 8. November 1992 erhielt er die Priesterweihe. Am 3. Oktober 1999 wurde er in der neuen assyrischen Kathedrale Unserer Lieben Frau in al-Hasaka vom in Chicago ansässigen Katholikos-Patriarchen Mar Dinkha IV. zum Bischof geweiht und von Mar Dinkha IV. in das Amt des assyrischen Bischofs von Syrien mit Sitz in al-Hasaka eingeführt.
Als Daesch (IS) Ende Februar 2015 sämtliche Dörfer der Chabur-Assyrer überrannte, wurde die assyrische Kathedrale von al-Hasaka Anlaufspunkt für die assyrischen Flüchtlinge. In einem Brief an Daesch stellte Aprim Athniel klar, dass sich die Assyrische Kirche des Ostens keiner bewaffneten Partei des Bürgerkriegs in Syrien verbunden fühle und die Christens keine Beziehung zu einer „Kultur der Waffen“ hätten. Die zur Verteidigung gegen Daesch gebildeten assyrischen Sutoro-Milizen hätten niemals Unterstützung durch die Kirche erhalten. Assyrer, die als Soldaten in den Krieg zögen, täten dies als Staatsbürger, jedoch niemals im Auftrag der Kirche. Diese Aussagen unterscheiden sich deutlich von dem, wofür die Assyrische Kirche genau 100 Jahre zuvor stand, als Patriarch Mar Benyamin Shimun XXI. am 1. Mai 1915 dem osmanischen Reich den Krieg erklärte. Bischof Aprim Athniel sammelte in der assyrischen Gemeinde vor Ort und weltweit Spenden für Lösegelder, kaufte damit vom Daesch entführte Assyrer frei und rettete so ihr Leben. Der Freikauf der Geiseln zog 2019 eine Untersuchung der britischen Anti-Terror-Finanzierungs-Polizei (National Terrorism Financial Investigation Unit, NTFIU) nach sich, ob Spenden an die Assyrische Kirche des Ostens für die Finanzierung des Daesch-Terrorismus verwendet wurden. Aprim Athniels Vertreter in Südengland, Andy Darmoo, erwiderte, dass die Spendengelder nicht als Lösegeld dienten, sondern zur Unterstützung von Assyrern in Irak, als die Geiseln bereits frei waren.
Dem Daesch ist es gelungen, durch seinen Terror einen Großteil der Christen vom Chabur zur Flucht ins Ausland zu bewegen. Ein Vergleich der verschiedenen christlichen Gemeinden in al-Hasaka zeigt, dass die von Aprim Athniel geleitete assyrische Gemeinde von der Massenflucht noch stärker betroffen ist als die anderen christlichen Gemeinden in al-Hasaka. Während diese grob etwa 60 % ihrer Mitglieder von 2010 bis 2019 verloren haben, ist die Zahl der assyrischen Christen sowohl im Bistum als auch in der Stadt al-Hasaka durch den Krieg um über 90 % gefallen.
Am 21. und 22. November 2019 nahm Bischof Aprim Athniel in Rom als Teil einer Delegation der Assyrischen Kirche des Ostens an einer gemeinsamen Sitzung einer Kommission mit der Römisch-Katholischen Kirche für den theologischen Dialog teil.